# Zofia Stanecka
Zofia Stanecka z d. Gugulska (ur. 28 marca 1972 w Warszawie) – polska pisarka dziecięca.

## Życiorys
Córka Ireneusza Gugulskiego, nauczyciela-polonisty, i Cecylii z d. Baum, nauczycielki i bibliotekarki. Jako nastolatka przyjaźniła się z pisarką Ireną Jurgielewiczową, której poświęciła swoją książkę Świat według dziadka (2013). Jednak największą popularność przyniosła jej ilustrowana przez Mariannę Oklejak oraz wydawana przez Wydawnictwo Egmont Polska seria Basia (od 2008 roku).
Absolwentka VI Liceum Ogólnokształcącego im. Tadeusza Reytana w Warszawie (1991) i Wydziału Polonistyki Uniwersytetu Warszawskiego, na którym obroniła pracę magisterską poświęconą Opowieściom z Narnii C.S. Lewisa. Współpracuje z Almanachem Tolkienowskim „Aiglos”, posługując się przydomkiem „Nasturcja Gamgee”.
Dwie spośród jej książek, Świat według dziadka oraz Domino i Muki. Po drugiej stronie czasu, zostały wpisane na Listę Skarbów Muzeum Książki Dziecięcej, a książka Drań, czyli moje życie z jamnikiem (ilustracje Marianna Sztyma) otrzymała wyróżnienie literackie w konkursie Książka Roku 2022 Polskiej Sekcji IBBY. Książka ta otrzymała również nominację do Nagrody im. Ferdynanda Wspaniałego. 
W 2018 roku do kin w całej Polsce trafiło pięć odcinków serialu animowanego Basia, zrealizowanego przy współpracy autorek serii książek.